# Erzherzog Karl (Schiff)
Die SMS Erzherzog Karl (Seiner Majestät Schiff Erzherzog Karl) wurde nach Erzherzog Karl, dem Herzog von Teschen benannt. Sie war ein Schiff der Erzherzog-Klasse und wurde der 3. Schweren Division der österreichischen Kriegsmarine zugeordnet. Sie lief 1903 vom Stapel. Besonders ist, dass ihre sekundären Geschütze in elektrisch betriebenen Geschütztürmen untergebracht waren.
Während des Ersten Weltkriegs nahm sie an den großangelegten Flottenoperationen in der Adria teil. Dennoch erlebte sie eine recht unauffällige Laufbahn.
1919 übernahm Jugoslawien die Erzherzog Karl, bevor sie 1920 Frankreich als Teil Österreichs Wiedergutmachung übergeben wurde. Als die Franzosen sie nach Toulon schleppen wollten lief sie in Bizerte, Tunesien, auf Grund. Dort wurde sie auch abgewrackt.

## Literarische Aufarbeitung
Bohuslav Kokoschka schilderte im Roman Ketten in das Meer das Leben an Bord der SMS Erzherzog Karl.